# NGC 4347
NGC 4347 é uma estrela na direção da constelação de Virgo. O objeto foi descoberto pelo astrônomo Christian Peters em 1860, usando um telescópio refrator com abertura de 13,5 polegadas. 